# Shlomi Elkabetz
Shlomi Elkabetz (hebräisch שלומי אלקבץ‎; * 5. Dezember 1972 in Beʾer Scheva) ist ein israelischer Filmregisseur, Schauspieler, Filmproduzent und Drehbuchautor.

## Leben
Shlomi Elkabetz wurde 1972 als Sohn marokkanischer Juden in Beʾer Scheva geboren. Seine Schwester war die Schauspielerin Ronit Elkabetz. Ein weiterer Bruder ist der Schauspieler Jechiʾel Elkabetz. Seine Kindheit verbrachte er vorwiegend in Kirjat Jam. Er studierte Schauspiel und Fotografie in New York. Er lebt mit seiner Partnerin in Tel Aviv-Jaffa und hat eine Tochter.
Zusammen mit seiner älteren Schwester Ronit realisierte Shlomi Elkabetz die Trilogie Getrennte Wege, Schivʿa und Get – Der Prozess der Viviane Amsalem. Die beiden Geschwister schrieben jeweils das Drehbuch und führten gemeinsam Regie. Ronit übernahm zudem die jeweilige weibliche Hauptrolle. Insbesondere der letzte Teil der Trilogie fand besondere Bekanntheit und Anerkennung. Der Film wurde erstmals bei den Internationalen Filmfestspielen von Cannes 2014 in der Nebenreihe Quinzaine des Réalisateurs gezeigt. Beim Filmfestival von Jerusalem 2014 erhielt er drei Preise, darunter den Haggiag Award als bester israelischer Film. Der Film war für den Golden Globe Award 2015 als Bester fremdsprachiger Film nominiert.
Im Juli 2024 wurde er vom Schweizer Metin Arditi für die Leitung des Friedensprojekts „In den Schuhen des Anderen“ engagiert. Im Jahr 2019 spielte er in der Fernsehserie Our Boys die Rolle des Schin Bet Mitarbeiters Simon. Im Jahr 2023 wurde er beim 76. Filmfestival von Cannes in die Kurzfilmjury berufen.

## Filmografie
Regie und Drehbuch
- 2004: Getrennte Wege (Ve’Lakhta Lehe Isha)
- 2008: Shiva
- 2014: Get – Der Prozess der Viviane Amsalem
- 2021: Black Notebooks – Vivienne (Teil 1)
- 2021: Black Notebooks – Ronit (Teil 2)

Schauspiel
- 2019: Our Boys

## Auszeichnungen (Auswahl)
- 2008: Ophir Award: Nominierung für die Beste Regie für Shiva
- 2014: Haggiag Award für den besten israelischen Film für Get – Der Prozess der Viviane Amsalem